# Els Goulmy

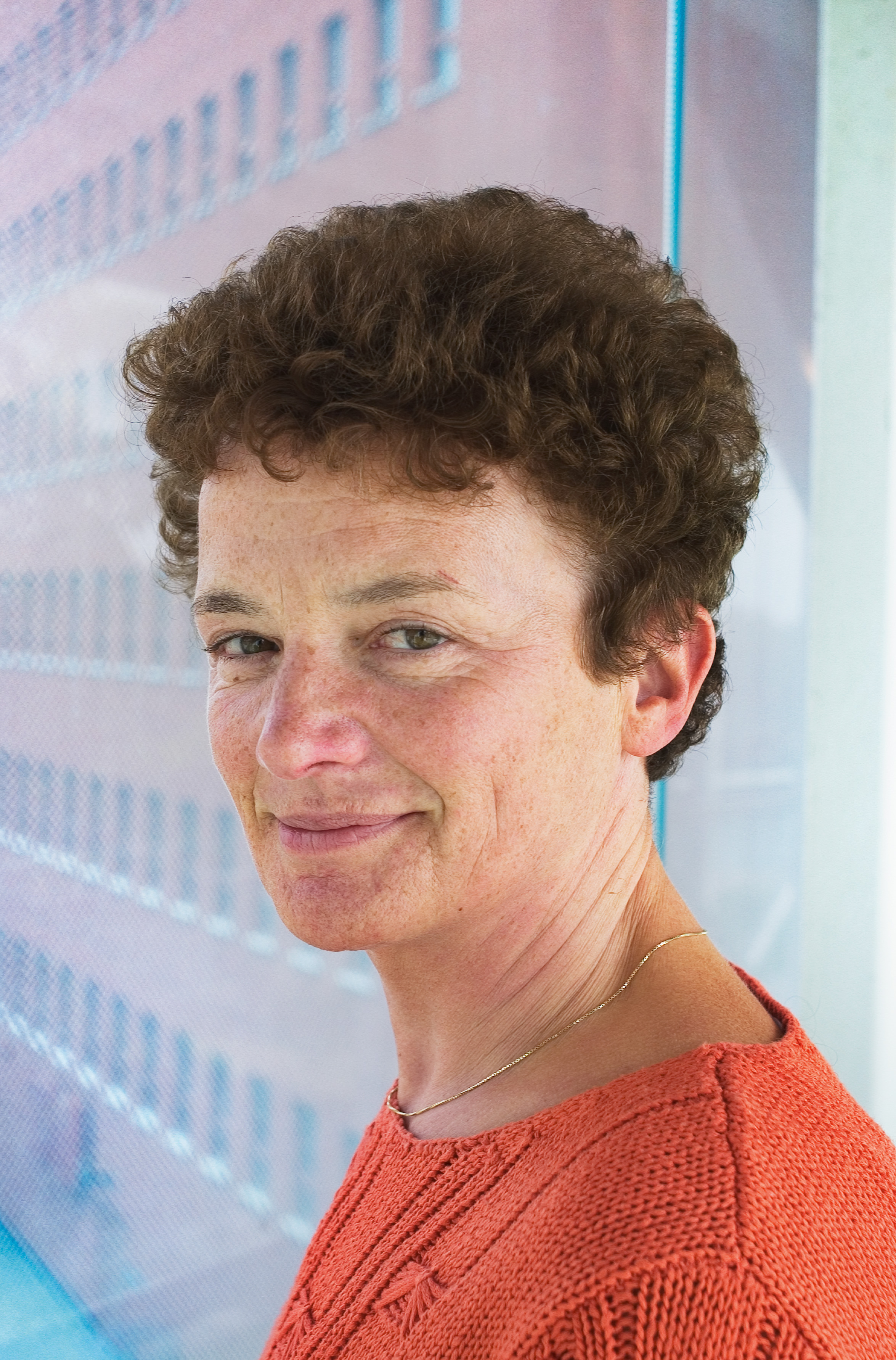
Goulmy (2002)

Elsa Afra Julia Maria „Els“ Goulmy (* 27. November 1946 in Den Haag) ist eine niederländische Immunologin (Transplantationsbiologie).
Goulmy begann als Labortechnikerin und war nach einer Ausbildung in Nijmegen in Leiden und Madison (Wisconsin). Sie wurde 1985 an der Universität Paris VI (Pierre et Marie Curie) promoviert (da dies damals Labortechnikern in den Niederlanden nicht möglich war). Sie war von 1999 bis zu ihrer Emeritierung 2011 Professorin an der Universität Leiden.
1990 war sie an der Stanford University.
2002 erhielt sie den Spinoza-Preis für grundlegende Arbeiten zur Herausstellung der Bedeutung bei Transplantationen wichtigen Antigenen, die nicht vom HLA-Typ (MHC) sind (Minor Histocompatibility Antigens). Vor ihren Untersuchungen war man davon ausgegangen, dass sie für Transplantationen (im Gegensatz zum HLA Komplex) keine Rolle spielen. Sie wurden in den 1970er Jahren bei Mäusen entdeckt und ihre Rolle beim Menschen von Goulmy aufgedeckt. Sie gilt international als führende Expertin auf diesem Gebiet.
2001 erhielt sie den Van Loghem Preis der niederländischen Gesellschaft für Immunologie.